# P-адическое число
p-адическое число — теоретико-числовое понятие, определяемое для заданного фиксированного простого числа p как элемент расширения поля рациональных чисел. Это расширение является пополнением поля рациональных чисел относительно p-адической нормы, определяемой на основе свойств делимости целых чисел на p.
p-адические числа были введены Куртом Гензелем в 1897 году.
Поле p-адических чисел обычно обозначается {\displaystyle \mathbb {Q} _{p}} или {\displaystyle \mathbf {Q} _{p}}.

## Алгебраическое построение

### Целыеp-адические числа

#### Стандартное определение
Целым p-адическим числом для заданного простого p называется бесконечная последовательность {\displaystyle x=\{x_{1},x_{2},\ldots \}} вычетов {\displaystyle x_{n}} по модулю {\displaystyle p^{n}}, удовлетворяющих условию:
{\displaystyle x_{n}\equiv x_{n+1}{\pmod {p^{n}}}.}
Сложение и умножение целых p-адических чисел определяется как почленное сложение и умножение таких последовательностей. Для них непосредственно проверяются все аксиомы кольца. Кольцо целых p-адических чисел обычно обозначается {\displaystyle \mathbb {Z} _{p}}.

#### Определение через проективный предел
В терминах проективных пределов кольцо целых {\displaystyle p}-адических чисел определяется как предел
{\displaystyle \lim _{\leftarrow }\mathbb {Z} /{p^{n}}\mathbb {Z} }
колец {\displaystyle \mathbb {Z} /{p^{n}}\mathbb {Z} } вычетов по модулю {\displaystyle p^{n}} относительно естественных проекций {\displaystyle \mathbb {Z} /{p^{n+1}}\mathbb {Z} \to \mathbb {Z} /{p^{n}}\mathbb {Z} }.
Эти рассмотрения можно провести в случае не только простого числа {\displaystyle p}, но и любого составного числа {\displaystyle m} — получится т. н. кольцо {\displaystyle m}-адических чисел, но это кольцо в отличие от {\displaystyle \mathbb {Z} _{p}} обладает делителями нуля, поэтому дальнейшие построения, рассматриваемые ниже, к нему неприменимы.

#### Свойства
Обычные целые числа вкладываются в {\displaystyle \mathbb {Z} _{p}} очевидным образом: {\displaystyle x=\{x,x,\ldots \}} и являются подкольцом.

Пример выполнения арифметических операций над 5-адическими числами.

Беря в качестве элемента класса вычетов число {\displaystyle a_{n}=x_{n}\,{\bmod {\,}}{p^{n}}} (таким образом, {\displaystyle 0\leq a_{n}<p^{n}}), мы можем записать каждое целое p-адическое число в виде {\displaystyle x=\{a_{1},a_{2},\ldots \}} однозначным образом. Такое представление называется каноническим. Записывая каждое {\displaystyle a_{n}} в p-ичной системе счисления {\displaystyle a_{n}=b_{n}\ldots b_{2}b_{1}} и, учитывая, что {\displaystyle a_{n}\equiv a_{n+1}{\pmod {p^{n}}}}, возможно всякое p-адическое число в каноническом виде представить в виде {\displaystyle x=\{b_{1},b_{2}b_{1},b_{3}b_{2}b_{1},\ldots \}} или записать в виде бесконечной последовательности цифр в p-ичной системе счисления {\displaystyle x=\{\ldots b_{n}\ldots b_{2}b_{1}\}}. Действия над такими последовательностями производятся по обыкновенным правилам сложения, вычитания и умножения «столбиком» в p-ичной системе счисления.
В такой форме записи натуральным числам и нулю соответствуют p-адические числа с конечным числом ненулевых цифр, совпадающих с цифрами исходного числа. Отрицательным числам соответствуют p-адические числа с бесконечным числом ненулевых цифр, например в пятеричной системе −1=…4444=(4).

### p-адические числа

#### Определение как поля частных
p-адическим числом называется элемент поля частных {\displaystyle \mathbb {Q} _{p}} кольца {\displaystyle \mathbb {Z} _{p}} целых p-адических чисел.
Это поле называется полем p-адических чисел.

#### Свойства
Поле p-адических чисел содержит в себе поле рациональных чисел.

Пример выполнения деления 5-адических чисел.

Нетрудно доказать, что любое целое p-адическое число, не кратное p, обратимо в кольце {\displaystyle \mathbb {Z} _{p}}, а кратное p однозначно записывается в виде {\displaystyle xp^{n}}, где x не кратно p и поэтому обратимо, а {\displaystyle n>0}. Поэтому любой ненулевой элемент поля {\displaystyle \mathbb {Q} _{p}} может быть записан в виде {\displaystyle xp^{n}}, где x не кратно p, а n любое; если n отрицательно, то, исходя из представления целых p-адических чисел в виде последовательности цифр в p-ичной системе счисления, мы можем записать такое p-адическое число в виде последовательности {\displaystyle x=\{\ldots b_{k}\ldots b_{2}b_{1},b_{0}b_{-1}\ldots b_{n+1}\}}, то есть, формально представить в виде p-ичной дроби с конечным числом цифр после запятой и, возможно, бесконечным числом ненулевых цифр до запятой. Деление таких чисел можно также производить аналогично «школьному» правилу, но начиная с младших, а не старших разрядов числа.

## Метрическое построение
Любое рациональное число {\displaystyle r} можно представить как {\displaystyle r=p^{n}{\frac {a}{b}}} где {\displaystyle a} и {\displaystyle b} целые числа, не делящиеся на {\displaystyle p}, а {\displaystyle n} — целое.
Тогда {\displaystyle |r|_{p}} — {\displaystyle p}-адическая норма {\displaystyle r} — определяется как {\displaystyle p^{-n}}.
Если {\displaystyle r=0}, то {\displaystyle |r|_{p}=0}.
Поле {\displaystyle p}-адических чисел есть пополнение поля рациональных чисел с метрикой {\displaystyle d_{p}}, определённой {\displaystyle p}-адической нормой: {\displaystyle d_{p}(x,y)=|x-y|_{p}}.
Это построение аналогично построению поля вещественных чисел как пополнения поля рациональных чисел при помощи нормы, являющейся обычной абсолютной величиной.
Норма {\displaystyle |r|_{p}} продолжается по непрерывности до нормы на {\displaystyle \mathbb {Q} _{p}}.

## Свойства
- Каждый элемент x поля p-адических чисел может быть представлен в виде сходящегося ряда

{\displaystyle x=\sum _{i=n_{0}}^{\infty }a_{i}p^{i}}
где {\displaystyle n_{0}} — некоторое целое число, а {\displaystyle a_{i}} — целые неотрицательные числа, не превосходящие {\displaystyle p-1}. А именно, в качестве {\displaystyle a_{i}} здесь выступают цифры из записи x в системе счисления с основанием p. Такая сумма всегда сходится в метрике {\displaystyle d_{p}} к самому {\displaystyle x}.
- p-адическая норма {\displaystyle |x|_{p}} удовлетворяет сильному неравенству треугольника

{\displaystyle |x-z|_{p}\leq \max \left\{|x-y|_{p},|y-z|_{p}\right\}.}
- Числа {\displaystyle x\in \mathbb {Q} _{p}} с условием {\displaystyle |x|_{p}\leq 1} образуют кольцо {\displaystyle \mathbb {Z} _{p}} целых p-адических чисел, являющееся пополнением кольца целых чисел {\displaystyle \mathbb {Z} \subset \mathbb {Q} } в норме {\displaystyle |x|_{p}}.
- Числа {\displaystyle x\in \mathbb {Q} _{p}} с условием {\displaystyle |x|_{p}=1} образуют мультипликативную группу и называются p-адическими единицами.
- Совокупность чисел {\displaystyle x\in \mathbb {Q} _{p}} с условием {\displaystyle |x|_{p}<1} является главным идеалом в {\displaystyle \mathbb {Z} _{p}} с образующим элементом p.

- Метрическое пространство {\displaystyle (\mathbb {Z} _{p},d_{p})} гомеоморфно канторову множеству, а пространство {\displaystyle (\mathbb {Q} _{p},d_{p})} гомеоморфно канторову множеству с вырезанной точкой.
- Для различных p нормы {\displaystyle |x|_{p}} независимы, а поля {\displaystyle \mathbb {Q} _{p}} неизоморфны.
- Для любых элементов {\displaystyle r_{\infty }}, {\displaystyle r_{2}}, {\displaystyle r_{3}}, {\displaystyle r_{5}}, {\displaystyle r_{7}}, … таких, что {\displaystyle r_{\infty }\in \mathbb {R} } и {\displaystyle r_{p}\in \mathbb {Q} _{p}}, можно найти последовательность рациональных чисел {\displaystyle x_{n}} таких, что для любого p выполнено {\displaystyle |x_{i}-r_{p}|_{p}\to 0} и {\displaystyle |x_{i}-r_{\infty }|\to 0}.

## Применения
- Если {\displaystyle F(x_{1},x_{2},\ldots ,x_{n})} — многочлен с целыми коэффициентами, то разрешимость при всех {\displaystyle k} сравнения

{\displaystyle F(x_{1},x_{2},\cdots ,x_{n})\equiv 0{\pmod {p^{k}}}}
эквивалентна разрешимости уравнения
{\displaystyle F(x_{1},x_{2},\cdots ,x_{n})=0}
в целых {\displaystyle p}-адических числах. Необходимым условием разрешимости этого уравнения в целых или рациональных числах является его разрешимость в кольцах или, соответственно, полях {\displaystyle p}-адических чисел при всех {\displaystyle p}, а также в поле вещественных чисел. Для некоторых классов многочленов (например, для квадратичных форм) это условие является также достаточным.
На практике для проверки разрешимости уравнения в целых {\displaystyle p}-адических числах достаточно проверить разрешимость указанного сравнения для определенного конечного числа значений {\displaystyle k}. Например, согласно лемме Гензеля, при {\displaystyle n=1} достаточным условием для разрешимости сравнения при всех натуральных {\displaystyle k} служит наличие простого решения у сравнения по модулю {\displaystyle p} (то есть, простого корня у соответствующего уравнения в поле вычетов по модулю {\displaystyle p}). Иначе говоря, при {\displaystyle n=1} для проверки наличия корня у уравнения в целых {\displaystyle p}-адических числах, как правило, достаточно решить соответствующее сравнение при {\displaystyle k=1}.
- {\displaystyle p}-адические числа находят широкое применение в теоретической физике[4]. Известны {\displaystyle p}-адические обобщённые функции[5], p-адический аналог оператора дифференцирования (оператор Владимирова)[6], p-адическая квантовая механика[7][8], p-адическая спектральная теория[9], p-адическая теория струн[10][11]